# София Гедвига Брауншвейг-Вольфенбюттельская (1592—1642)
Софи́я Гедви́га Бра́уншвейг-Во́льфенбюттельская (нем. Sophie Hedwig von Braunschweig-Wolfenbüttel; 20 февраля 1592, Вольфенбюттель, Брауншвейг-Вольфенбюттель — 23 января 1642, Арнем, Нассау-Диц) — принцесса из дома Вельфов, дочь Генриха Юлия, герцога Брауншвейг-Вольфенбюттеля. В своём праве графиня Шпигельберга. Жена графа  Эрнста Казимира I; в замужестве — графиня Нассау-Дица.
Правила графством Нассау-Диц с 1632 по 1642 год. Способности вести переговоры и решительные действия Софии Гедвиги избавили графство от присутствия на его территории иностранных армий во время Тридцатилетней войны и, как следствие, защитили местных жителей от грабежа и насилия.

## Ранние годы
Родилась 20 января 1592 года в Вольфенбюттеле. Она была дочерью Генриха Юлия, герцога Брауншвейг-Вольфенбюттеля и его второй супруги Елизаветы Датской и Норвежской, принцессы из Ольденбургского дома. По отцовской линии приходилась внучкой лидеру протестантов Юлию, герцогу Брауншвейг-Вольфенбюттеля и Гедвиге Бранденбургской, принцессе из дома Гогенцоллернов. По материнской линии была внучкой Фредерика II, короля Дании и Норвегии и Софии Мекленбург-Гюстровской, принцессы из Мекленбургского дома.
Детство принцессы прошло в замке Вольфенбюттель. Она получила хорошее домашнее образование. Знала несколько иностранных языков, владела латынью.

## Брак и потомство
Будущего супруга София Гедвига впервые увидела в 1606 году при дворе в Вольфенбюттеле, куда он прибыл, нанявшись офицером в армию герцога Брауншвейг-Вольфенбюттеля. 8 июня 1607 года в Грёнингене  пятнадцатилетняя София Гедвига сочеталась браком с Эрнстом Казимиром (22 декабря 1573 — 2 июня 1632), графом Нассау-Дица под именем Эрнста Казимира I, штатгальтером Фрисландии с 1620 года и Гронингена и Дренте с 1625 года. В брачном контракте Нассау-Диц предназначался в удел вдове графа, в случае его смерти. На свадьбе в качестве гостя присутствовал Кристиан IV, король Дании и Норвегии . В браке у супругов родились девять детей, но только двое дожили до совершеннолетия:

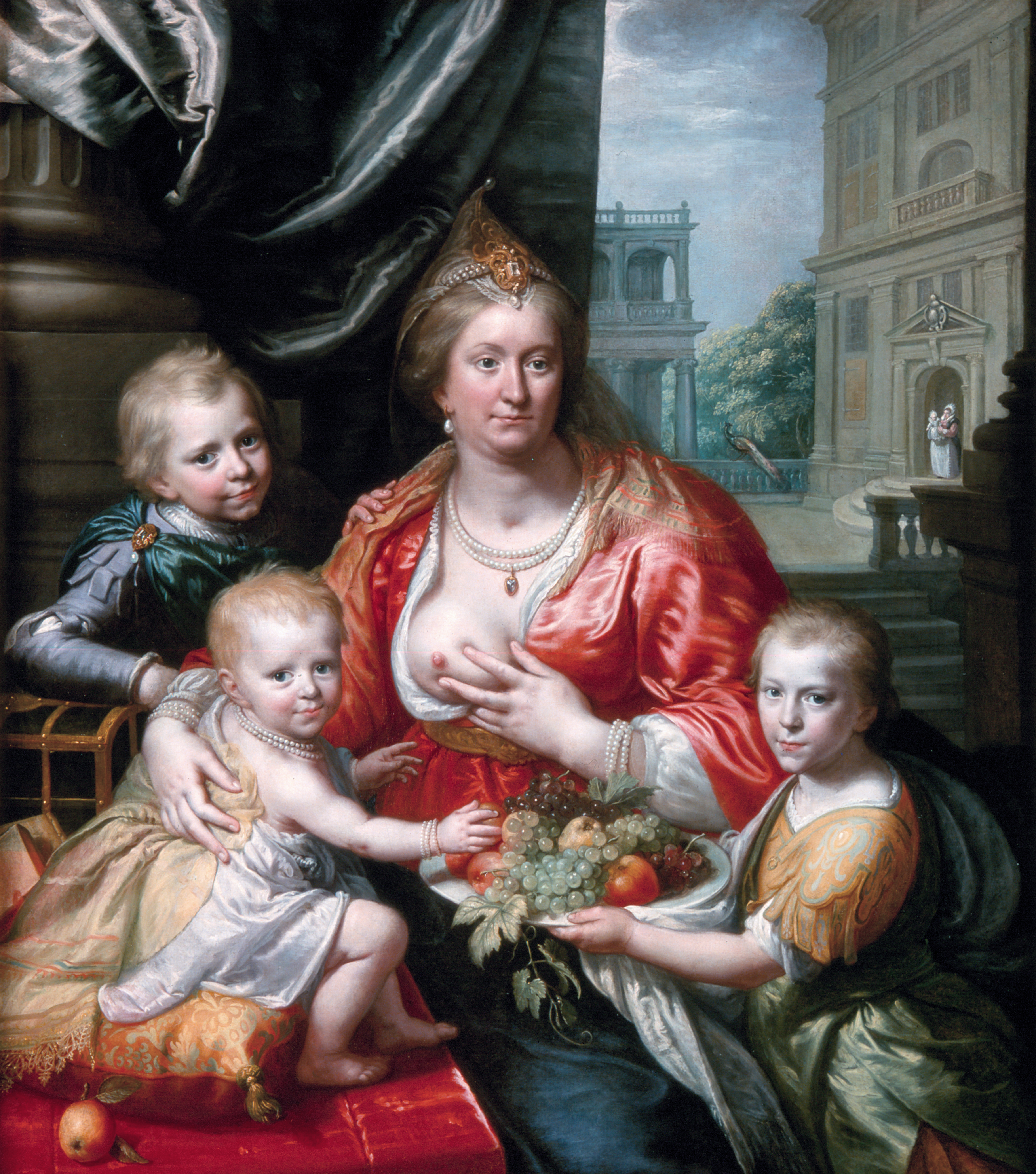
София Гедвига в виде аллегории материнской любви с сыновьями кисти Морельсе (1621)

- дочь (родилась и умерла 12 мая 1608);
- сын (родился и умер 22 февраля 1609);
- сын (11 августа 1610 — 12 августа 1610);
- Хендрик Казимир (31 января 1612 — 22 июля 1640), с 1632 года граф Нассау-Дица под именем Хендрика Казимира I, штатгальтер Фрисландии, Гронингена и Дренте, погиб в битве при Хюлсте[нем.], в браке не состоял, потомства не оставил;
- Виллем Фредерик (7 августа 1613 — 31 октября 1664), с 1632 года граф Нассау-Дица, с 1640 года штатгальтер Фрисландии, с 1648 года генерал артиллерии в армии Республики Соединённых провинций, с 1650 года штатгальтер Гронингена и Дренте, 25 ноября 1652 года в Праге от императора получил титул князя Нассау-Дица, 2 мая 1652 года в Клеве сочетался браком с Альбертиной Агнессой Нассау-Оранской (9 апреля 1634 — 26 мая 1696), графиней Нассау из Оранского дома;
- Елизавета (26 июля 1614 — 18 сентября 1614);
- Йохан Эрнст (19 марта 1617 — май 1617);
- Мориц (21 февраля 1619 — 19 сентября 1628);
- Елизавета Фризо (25 ноября 1620 — 20 сентября 1628).

После свадьбы граф и графиня Нассау-Дица жили в Арнеме, затем в Утрехте. В 1625 году супруги поселились в Леувардене. Большую часть их совместной жизни Эрнст Казимир находился в военных походах. В отсутствие мужа Софии Гедвиге приходилось одной заниматься воспитанием и образованием детей, которым в гувернёры она наняла известного учёного Йоаннеса Богуслауса. При ней двор в Леувардене расширился и превратился в один из центров европейской политики, благодаря контактам, которые графиня поддерживала с многочисленными зарубежными дворами. Она вела переписку на немецком, французском и нидерландском языках, дружила с королём Англии, Шотландии и Ирландии Карлом I и Елизаветой Стюарт, королевой Чехии и курфюрстиной Пфальца, которые приходились ей кузенами. В 1613 году София Гедвига сопровождала Елизавету во время проезда через Нидерланды в Курпфальц. В 1621 году она навестила её в Гааге, куда та прибыла после изгнания из чешского королевства. София Гедвига часто заказывала живописцам портреты членов семьи, так что ко времени смерти Эрнста Казимира, собранная графиней, портретная галерея насчитывала более трёхсот полотен с изображениями благородных родственников.

## Вдовство

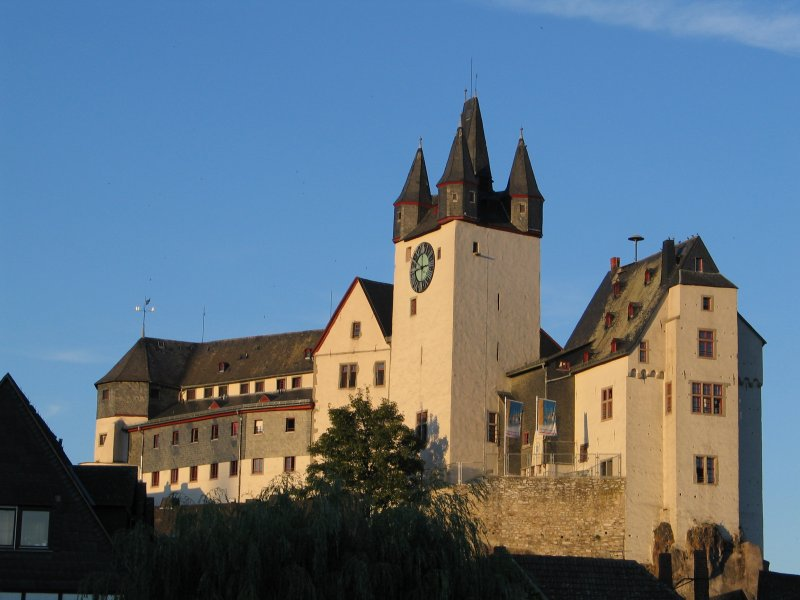
Замок Диц — резиденция вдовствующей графини

Эрнст Казимир погиб 2 июня 1632 года во время осады Рурмонда. Генеральные штаты определили вдовствующей графине ежегодную пенсию в четыре тысячи гульденов. Ещё пять тысяч гульденов в качестве ежегодного пособия ей предоставили Фрисландские штаты. Став новым графом Нассау-Дица и штатгальтером Фрисландии, старший сын Софии Гедвиги передал ей регентство над графством, на которое она получила узуфрукт как на вдовий удел. Своей резиденцией вдовствующая графиня избрала замок Диц.
Правление Софии Гедвиги пришлось на время Тридцатилетней войны. Её уверенная и разумная политика помогла подданным графства избежать многих проблем. Вдовствующая графиня решительно противостояла грабежам и насилию на территории своих владений. Она не только смогла освободить попавших в плен подданных, но и вооружила их, предоставив убежище и продовольствие в замке. Несколько раз, вооружённая пистолетом, София Гедвига лично посещала укрепления вокруг Дица, проверяя бдительность своих отрядов. Через активную переписку с императором, князьями и военачальниками она не допустила расквартирования посторонних армий на территории графства и защитила себя от обвинений в шпионаже против Священной Римской империи.
24 сентября 1634 года оба сына Софии Гедвиги формально передали матери все государственные полномочия в графстве Нассау-Диц. Спустя несколько дней после этого, ей сообщили, что по пути в Нидерланды к Дицу приближается испанская армия  во главе с Фердинандом Австрийским. София Гедвига отправилась к нему навстречу. Она пригласила кардинала-инфанта и его военачальников на обед в свой замок, во время которого убедила их покинуть её владения, не причиняя материального ущерба подданным графства. Вдовствующая графиня была талантливым дипломатом. Она исповедовала кальвинизм, но сохранила хорошие отношения с деверем Иоганном Людвигом, графом Нассау-Хадамара, вернувшимся в католицизм сторонником императора. В 1635 году в Дице были зафиксированы случаи заражения чумой, поэтому с июля по декабрь того года София Гедвига, вместе с двором, провела в Ханштеттене.
22 июля 1640 года в битве при Хюлсте погиб старший сын вдовствующей графини. Новым графом Нассау-Дица стал младший сын Софии Гедвиги, который также передал ей регентство над графством. Чтобы поднять статус Фризской линии дома Нассау в Республике Соединённых провинций, вдовствующая графиня стремилась устроить брак одного из своих сыновей с принцессой из Оранской линии того же дома. Уже после её смерти, Виллем Фредерик, помня завет матери, женился на внучке Виллема Оранского; от этой пары ведёт своё происхождение королевская семья Нидерландов.
Современники описывали Софию Гедвигу как сильную женщину с волевым и отважным характером. Её решительные действия закрепили за ней репутацию «несгибаемой королевы войны». Противники называли графиню «лукавой бунтаркой из Дица». Для сторонников она была «героиней слова и дела». София Гедвига была убеждённой кальвинисткой. Её девизом были слова: «Небеса превыше всего». И, тем не менее, графиня была резка на язык. К тому же в списке её добродетелей отсутствовала терпимость. Однажды, сопровождая Елизавету Стюарт в одну из тюрем Амстердама, она увидела двух заключённых ремонстрантов, которым высказала всё, что думала об их убеждениях, при этом, по свидетельству современника, «слишком потакая своей вспыльчивости». 
Почти всю жизнь София Гедвига испытывала проблемы со здоровьем из-за лишнего веса, а в последние годы страдала от прогрессирующего ожирения. Она часто ездила на лечение в Бад-Вильдунген. Скончалась проездом в Арнеме 23 января 1642 года, где и была погребена. 20 марта того же года её останки перезахоронили в усыпальнице Фризской линии дома Нассау в кирхе Якова Великого в Леувардене. Единственный выживший сын Софии Гедвиги унаследовал от матери графство Шпильгельберг.

## В культуре
Сохранились многочисленные портреты Софии Гедвиги. На картине кисти Паулюса Морельсе 1621 года она изображена в виде аллегории материнской любви с тремя сыновьями: Хендриком Казимиром, Виллемом Фредериком и Морицем. Графиня написана с обнажённой грудью, хотя на самом деле она нанимала для всех своих детей кормилиц. В настоящее время полотно хранится в собраниях Национального музея во дворце Хет Лоо. На портрете 1624 года, который также находится в собраниях этого дворца, графиня изображена на красном фоне в платье из красной парчи и с жемчужным ожерельем. Полотно атрибутируют как Морельсе, так и другому живописцу — Вибранду Де Гесту. Картина входит в Королевские коллекции Нидерландов. Другим портретом Софии Гедвиги экспонируемым во дворце Хет Лоо является портрет 1630 года кисти Де Геста, на котором у графини уже заметно прогрессирующее ожирение. Картина принадлежит Историческому обществу Оранье-Нассау.  
В 1996 году в Дице в честь Софии Гедвиги была названа гимназия. Также имя графини носит одна из улиц этого города.